# 區星
區星（170年前—187年後），東漢末年荊州南部長沙地區乱军首領。

## 生平
漢靈帝中平四年（187年）10月，區星在長沙自稱將軍，與周朝、郭石率領部眾一萬餘人起兵叛亂，為新任長沙太守孫堅擊潰。

## 亲属
同族：区景